# 토지거래허가제
토지거래허가제(土地去來許可制)는 국토교통부장관 또는 시ㆍ도지사가 국토의 이용 및 관리에 관한 계획의 원활한 수립과 집행, 합리적인 토지 이용 등을 위하여 토지의 투기적인 거래가 성행하거나 지가(地價)가 급격히 상승하는 지역과 그러한 우려가 있는 지역으로서 대통령령으로 정하는 지역에 지정하는 제도이다. 투기가 나타나거나 우려되는 지역을 대상으로 하며, 이 규제구역 내에 있는 토지에 관한 소유권, 지상권, 전세권 및 임차권의 이전 또는 설정의 계약을 체결하고자 하는 양쪽의 당사자는 공동으로 토지거래허가신청서에 국토교통부령에서 정하는 서류를 첨부하여 그 토지를 관할하는 시장, 군수 또는 구청장에게 제출해야 한다. 허가 받은 사항을 변경하고자 할 때에도 같은 절차를 거쳐야 한다(헌법 제119조 제2항에서 규정하고 있다.).